# Mid90s
Mid90s è un film del 2018 scritto e diretto da Jonah Hill, al suo debutto alla regia.

## Trama
Los Angeles, anni '90. Il tredicenne Stevie vive con la madre e il fratello maggiore Ian. Stevie soffre in silenzio le prepotenze e i violenti scatti di ira di Ian, il comportamento lascivo della madre e i costanti litigi fra i due familiari. 
Un giorno alcuni ragazzi più grandi attirano la sua attenzione. Questi sono Ray, considerato il più figo del gruppo, Fuckshit (soprannominato così in nome della sua esclamazione tipica), il taciturno e appassionato di film Fourth Grade (quarta elementare, per via della sua supposta stupidità) e il più piccolo Ruben. Stevie entra a far parte del loro gruppo proprio grazie a Ruben, che gli insegna a fumare e cosa fare e cosa non fare per non apparire un bambino davanti agli altri. Nonostante ciò Stevie continua ad avere un comportamento innocente e ingenuo. Al contrario delle aspettative di Ruben, gli altri ragazzi lo accolgono volentieri e gli danno subito un soprannome: Sunburn. Stevie scopre così il mondo dello skateboard. Iniziano per Stevie giorni all'insegna di un ritrovato senso di libertà, ma anche una progressiva caduta in vizi e comportamenti esagerati per la sua età. 
Mentre Stevie inizia a legare sempre di più con Ray e Fuckshit, che inizia a vedere come dei punti di riferimento, aumenta l'invidia e l'astio nei suoi confronti da parte di Ruben, innervosito dalla semplicità con cui Sunburn si è guadagnato la simpatia e le attenzioni dei ragazzi più grandi. Stevie inizia a instaurare anche un legame con il fratello, che gli racconta di come la madre fosse molto peggio quando lui era piccolo.  Nel tentativo di fare un'acrobazia con lo skate però, Stevie cade dal tetto di un edificio, facendosi delle ferite e sbattendo la testa. Gli amici lo soccorrono subito, ma Stevie finisce per presentarsi a casa ferito e insanguinato. La madre si allerta e inizia a temere che i nuovi amici del figlio non siano una buona compagnia per lui. Tempo dopo, a una festa, Stevie ha le sue prime esperienze sessuali con una ragazza molto più grande, guadagnandosi così la stima del gruppo. Tornato a casa dalla festa, nel cuore della notte, ubriaco e sotto effetto di stupefacenti, Stevie viene aggredito da Ian che preso da una scatto di ira per le condizioni e l'orario in cui è tornato a casa cerca di picchiarlo. Stavolta però Stevie si ribella. La mattina successiva la madre avverte il gruppo di non frequentare più suo figlio, al che Stevie urla contro la madre e scappa, rifugiandosi in uno dei luoghi in cui i ragazzi sono soliti trascorrere il tempo con gli skateboard. Viene raggiunto da Ray che lo conforta e gli spiega di come anche quando sembra di star soffrendo più di tutti, anche gli altri vivono i loro problemi e le loro sofferenze. A questo proposito racconta dell'estrema povertà in cui vive Fourth Grade, la violenza domestica subita a casa da Ruben e il triste atteggiamento autodistruttivo in cui sta cadendo Fuckshit, che alla porta dei diciotto anni non pensa al proprio futuro o alla propria vita ma solo a sballarsi, motivo di problemi all'interno della loro amicizia fraterna. Infine gli confida la sua esperienza con la morte del suo fratellino, investito tre anni prima mentre andava a giocare a calcio, e di come abbia ricominciato a vivere in seguito al lutto solamente grazie all'amicizia e al supporto dello stesso Fuckshit, che lo trascinava ogni giorno fuori di casa per andare a fare skateboard. Per questo motivo Ray passa tutta la notte con Stevie a insegnargli dei trick con lo skate. 
Ormai Sunburn non è più il bambino di prima, beve e fuma abitualmente e si è completamente integrato all'ambiente e al mondo degli adolescenti del quartiere. Un giorno però accadono due fatti che sconvolgono il gruppo di amici: Ray, per poter seguire il sogno di diventare uno skater professionista, parla con alcuni professionisti e liquida Fuckshit perché ubriaco fradicio. Poco dopo Stevie finisce per picchiarsi con violenza con Ruben. Quella sera Con l'umore sotto le scarpe, i ragazzi vorrebbero tutti solamente tornare a casa. Fuckshit però non è dell'idea, vuole andare a una festa, e chiaramente ubriaco invita gli altri a salire sulla sua auto. Essendo il loro unico passaggio verso casa, a malincuore gli amici accettano. Presto vengono involti in un incidente, e l'auto finisce ribaltata sul fianco. Stevie arriva in ospedale in condizioni gravi. Quando si sveglia trova suo fratello accanto a lui, pronto a offrirgli un succo da bere. Nonostante i trascorsi, i due fratelli tengono l'un l'altro. Arriva all'ospedale anche la madre, che trova tutti gli amici del figlio addormentati nella sala di attesa, in quanto hanno passato la nottata ad aspettare sue notizie. Colpita dal gesto, concede loro di visitare Stevie. Nella stanza d'ospedale Fourth Grade cerca di alzare il morale, mostrando al gruppo un suo montaggio accompagnato da musica di tutte le riprese che ha fatto negli scorsi mesi.

## Produzione
Il 30 marzo 2016 Jonah Hill annuncia il suo debutto alla regia per il film Mid90s, basato su una sua spec script, nel quale non apparirà come attore.

## Promozione
Il primo trailer del film viene diffuso il 24 luglio 2018.

## Distribuzione
La pellicola è stata presentata al Toronto International Film Festival il 9 settembre 2018 e distribuita nelle sale cinematografiche statunitensi a partire dal 19 ottobre 2018.

## Riconoscimenti
- 2018 – National Board of Review[4]
  - Migliori dieci film indipendenti
- 2019 – Critics' Choice Awards[5]
  - Candidatura per il miglior giovane interprete a Sunny Suljic
- 2019 – Independent Spirit Awards[6]
  - Candidatura per il miglior montaggio a Nick Houy